# موش بینی‌زرشکی چاکو
موش بینی‌زرشکی چاکو (نام علمی: Bibimys chacoensis) نام یک گونه از سرده موش‌های بینی‌زرشکی است.